# Hanna Ograbisz-Krawiec
Hanna Ograbisz Krawiec (ur. 1959 w Poznaniu) – polska rzeźbiarka.

## Życiorys
Studiowała w latach 1980–1985 w Państwowej Wyższej Szkole Sztuk Plastycznych w Poznaniu. Uzyskała dyplom w zakresie rzeźby i tkaniny artystycznej w pracowniach: prof. Olgierda Truszyńskiego i prof. Magdaleny Abakanowicz. W latach 1987–1996 była asystentką prof. O. Truszyńskiego. Autorka wielu rzeźbiarskich environment i aranżacji plenerowych. Do roku 2005 pracowała na stanowisku adiunkta II° na Wydziale Rzeźby Akademii Sztuk Pięknych w Poznaniu, później w Wyższej Szkole Technicznej w Katowicach również na stanowisku adiunkta II° oraz na Uniwersytecie Zielonogórskim na stanowisku profesora nadzwyczajnego. Jest profesorem uczelni na Uniwersytecie im. Adama Mickiewicza w Poznaniu (Wydział Pedagogiczno-Artystyczny). 

## Wybrane wystawy indywidualne
- 2010 - "WIEŻA - PIELGRZYM" 23.IV - Kórnik - Galeria "Klaudynówka"
- 2009 - "Utworów kilka na barwę i gest" - Galeria A. Kareńskiej - Nekielka
- 2009 - "Jednia czyli ambiwalentność wieży..." - WIEŻA CIŚNIEŃ - Konin
- 2008 - "Parawany i Po-Mosty..." - Piła, BWA
- 2008 - "Transcendentalność przyziemna..." Poznań, Galeria "Profil"
- 2007 - "Beletage" - Galerie Berlin
- 2007 - "Miejsca światła..." - Galeria 13 Muz, Szczecin
- 2007 - "Horyzonty pamięci" - Piła, Galeria przy Muzeum Staszica
- 2005 - "Horyzont" - malarstwo, Galeria "Do trzech razy sztuka", Warszawa
- 2004 - "Horyzont..." - rzeźba, Galeria Pro Arte, Zielona Góra
- 2004 - "Przyczółki Przyziemności" - BWA, Piła
- 2003 - "Miejsca wędrowne..." - Park Sztuki w Baranowie przy hotelu Edison, Poznań
- 2002 - "Przenoszenie Miejsc" - Galeria u Jezuitów, Poznań
- 2001 - "Między Niebem a Ziemią" - Zwischen Himmel und Herdfeuer-Internationale Kunstchau in der Dorfkirche Cothen und der Kleinen Kapelle, Niemcy
- 2001 - "Poza miejscem..." - CSW Inter Spaces, Poznań
- 2000 - z cyklu Miejsce: pt. "Zapis..." - Galeria Miejska, Mosina
- 1999 - "Monodramy przestrzeni" - BWA, Zielona Góra
- 1997 - "Medytacje..." - SBWA, Warszawa
- 1991 - Environnements - BWA, Gorzów Wlkp.
- 1989 - z cyklu "Być..." - Galeria Wielka 19, Poznań

## Wybrane wystawy zbiorowe
- 2008 - poplenerowa wystawa "Niebo w zieleni" - Łagów 2008
- 2007 - poplenerowa wystawa "Zapis przestrzeni" - Człopa 2006, BWA, Piła
- 2004 - "Paleta Erosa" - Galeria Profil, Centrum Kultury Zamek
- 2003 - Wystawa Ceramików Środowiska Poznańskiego - Muzeum Narodowe, Poznań
- 2002 - "Między Niebem a Ziemią" - Internationale Kunstschau in der Dorfkiche Cothen und in der Kleinen Kapelle
- 2000 - Wystawa poplenerowa "Rzeźba w krajobrazie miasta" - Centrum Rzeźby Polskiej, Orońsko
- 1998 - Biennale Sztuki Sakralnej - BWA, Gorzów Wlkp.
- 1994 - "Ekoart" - BWA Poznań
- 1989 - "Rzeźbiarze Poznania" - BWA, Poznań